# Ємільчинська селищна рада
Ємільчинська се́лищна ра́да Ємільчинської (до 1957 р. — Ємільчинська сільська рада) — орган місцевого самоврядування Ємільчинської селищної територіальної громади Звягельського району Житомирської області. Розміщення — селище міського типу Ємільчине.

## Склад ради

### VIII скликання
Рада складається з 26 депутатів та голови.
На чергових місцевих виборах 25 жовтня 2020 року було обрано 22 депутати ради, з них (за суб'єктами висування): «Наш край» — 8, «Європейська Солідарність» — 4, «Опозиційна платформа — За життя» та Всеукраїнське об'єднання «Батьківщина» — по 3, Радикальна партія Олега Ляшка та «Пропозиція» — по 2.
Головою громади обрали позапартійного самовисуванця Сергія Волощука, чинного Ємільчинського селищного голову.

### Перший склад ради громади (2017р.)
Перші вибори депутатів ради громади та Ємільчинського селищного голови відбулись 29 жовтня 2017 року. Було обрано 26 депутатів, з них 13 є представниками БПП «Солідарність», 7 — самовисуванці та 6 — Всеукраїнське об'єднання «Батьківщина».
Головою громади обрали позапартійного кандидата від БПП «Солідарність» Сергія Волощука, чинного Ємільчинського селищного голову.

### VI скликання
За результатами місцевих виборів 2010 року депутатами ради стали:

#### За суб'єктами висування
| Суб'єкт висування                 | Кількість обраних депутатів | %    |
| --------------------------------- | --------------------------- | ---- |
| Самовисування                     | 22                          | 73,3 |
| Партія регіонів                   | 5                           | 16,7 |
| Політична партія «Сильна Україна» | 3                           | 10   |

#### За округами
| № округу                          | Прізвище, ім'я, по батькові      | Дата визнання обраним | Освіта  | Партійна приналежність                  | Відомості про обраного депутата                                                       |
| --------------------------------- | -------------------------------- | --------------------- | ------- | --------------------------------------- | ------------------------------------------------------------------------------------- |
| Партія регіонів                   |                                  |                       |         |                                         |                                                                                       |
| 2                                 | Радченко Тетяна Михайлівна       | 04.11.2010            | вища    | член Партії регіонів                    | Ємільчинська селищна рада, головний бухгалтер                                         |
| 3                                 | Жабровець Валерій Зіновійович    | 04.11.2010            | вища    | член Партії регіонів                    | Ємільчинська селищна рада, голова ради ветеранів                                      |
| 10                                | Климчук Іван Федосійович         | 04.11.2010            | середня | член Партії регіонів                    | приватний підприємець                                                                 |
| 19                                | Бугайчук Ніна Борисівна          | 04.11.2010            | вища    | член Партії регіонів                    | Дитячий садок № 1, завідувачка                                                        |
| 26                                | Лозко Віктор Васильович          | 04.11.2010            | вища    | член Партії регіонів                    | КП «Водоканал», директор                                                              |
| Політична партія «Сильна Україна» |                                  |                       |         |                                         |                                                                                       |
| 6                                 | Козюн Валентина Григорівна       | 04.11.2010            | вища    | член Політичної партії «Сильна Україна» | ТОВ "Фінансова група «Мегабуд», головний бухгалтер                                    |
| 14                                | Козюн Святослав Григорович       | 04.11.2010            | вища    | член Політичної партії «Сильна Україна» | приватний підприємець                                                                 |
| 16                                | Загрядський Руслан Інокентійович | 04.11.2010            | середня | член Політичної партії «Сильна Україна» | приватний підприємець                                                                 |
| Самовисування                     |                                  |                       |         |                                         |                                                                                       |
| 1                                 | Дубицька Наталія Іванівна        | 04.11.2010            | вища    | позапартійна                            | Ємільчинська гімназія, заступник директора                                            |
| 4                                 | Євтух Володимир Петрович         | 04.11.2010            | вища    | позапартійний                           | Ємільчинська райдержадміністрація, начальник відділу з питань надзвичайних ситуацій   |
| 5                                 | Дем'янчук Володимир Михайлович   | 04.11.2010            | вища    | позапартійний                           | Державна екологічна інспекція, державний інспектор з охорони навколишнього середовища |
| 7                                 | Токова Зоя Миколаївна            | 04.11.2010            | вища    | позапартійна                            | Районний відділ культури, директор бібліотечної системи                               |
| 8                                 | Арештович Олена Володимирівна    | 04.11.2010            | вища    | позапартійна                            | Ємільчинська загальноосвітня школа № 1, вчитель географії                             |
| 9                                 | Коваленко Галина Миколаївна      | 04.11.2010            | вища    | позапартійна                            | Ємільчинська гімназія, директор                                                       |
| 11                                | Сорока Валентина Іванівна        | 04.11.2010            | вища    | позапартійна                            | Ємільчинська селищна рада, заступник голови                                           |
| 12                                | Феклісова Марина Михайлівна      | 04.11.2010            | вища    | позапартійна                            | Ємільчинське районне управління юстиції, начальник відділу                            |
| 13                                | Піка Віктор Адамович             | 04.11.2010            | вища    | позапартійний                           | тимчасово не працює                                                                   |
| 15                                | Шевчук Анатолій Іванович         | 04.11.2010            | вища    | член Партії регіонів                    | Ємільчинська районна електромережа, заступник директора                               |
| 17                                | Горай Віктор Борисович           | 04.11.2010            | вища    | позапартійний                           | Ємільчинська районна державна адміністрація, начальник архівного відділу              |
| 18                                | Чиж Олексій Валерійович          | 04.11.2010            | вища    | позапартійний                           | Районний центр зайнятості, начальник відділу                                          |
| 20                                | Антоненко Валерій Михайлович     | 04.11.2010            | вища    | позапартійний                           | Ємільчинська санепідемстанція, завідувач дезвідділом                                  |
| 21                                | Сидорчук Любов Лікандрівна       | 04.11.2010            | вища    | член Партії регіонів                    | пенсіонер                                                                             |
| 22                                | Солянніков Павло Адельович       | 04.11.2010            | вища    | позапартійний                           | Цех електрозв'язку, електромеханік                                                    |
| 23                                | Тульєва Людмила Григорівна       | 04.11.2010            | вища    | позапартійна                            | Ємільчинський держлісгосп, ветеринарний лікар                                         |
| 24                                | Савченко Ігор Володимирович      | 04.11.2010            | вища    | позапартійний                           | Землевпорядна організація «Амалком», представник                                      |
| 25                                | Слюсар Наталія Василівна         | 04.11.2010            | вища    | позапартійна                            | Ємільчинська селищна рада, секретар                                                   |
| 27                                | Лозко Наталія Григорівна         | 04.11.2010            | вища    | позапартійна                            | фельдшерсько-акушерський пункт с. Руденька, завідувачка                               |
| 28                                | Дмитренко Віталій Миколайович    | 04.11.2010            | вища    | позапартійний                           | пенсіонер                                                                             |
| 29                                | Лисюк Леся Валентинівна          | 04.11.2010            | вища    | позапартійна                            | фельдшерсько-акушерський пункт с. Горбове, завідувачка                                |
| 30                                | Демченко Петро Васильович        | 04.11.2010            | середня | позапартійний                           | пенсіонер                                                                             |

### Керівний склад попередніх скликань
| Прізвище, ім'я, по батькові  | Основні відомості                                                        | Суб'єкт висування  | Дата обрання | Дата звільнення |
| ---------------------------- | ------------------------------------------------------------------------ | ------------------ | ------------ | --------------- |
| Філоненко Леонід Іванович    | Селищний голова, 1955 року народження, освіта вища, безпартійний         |                    | 26.03.2006   | 31.10.2010      |
| Філоненко Леонід Іванович    | Селищний голова, 1955 року народження, освіта вища, член Партії регіонів |                    | 31.10.2010   | 25.10.2015      |
| Волощук Сергій Володимирович | Селищний голова, 1978 року народження, освіта вища, безпартійний         | Самовисування      | 25.10.2015   | 29.10.2017      |
| Волощук Сергій Володимирович | Селищний голова, 1978 року народження, освіта вища, безпартійний         | БПП «Солідарність» | 29.10.2017   | 25.10.2020      |
| Волощук Сергій Володимирович | Селищний голова, 1978 року народження, освіта вища, безпартійний         | Самовисування      | 25.10.2020   |                 |

Примітка: таблиця складена за даними сайту Верховної Ради України

## Історія
Раду було утворено в 1923 році, як сільську, в містечку Емільчино (Емільчин) Емільчинської волості Новоград-Волинського повіту Волинської губернії. 7 березня 1923 року увійшла до складу новоствореного Ємільчинського району. 
Станом на 1 вересня 1946 року на обліку в раді перебувало село Рудня-Підлуби. Станом на 1 вересня 1946 року сільська рада входила до складу Ємільчинського району Житомирської області, на обліку в раді перебувало с. Ємільчине.
5 квітня 1957 року реорганізована до рівня селищної ради. 20 травня 1963 року до складу ради було включено села Горбове та Здоровець ліквідованої Горбівської сільської ради Ємільчинського району.
Станом на 1 січня 1972 року селищна рада входила до складу Ємільчинського району Житомирської області, на обліку в раді перебували смт Ємільчине та села Горбове, Здоровець і Руденька.
До 14 листопада 2017 року — адміністративно-територіальна одиниця в Ємільчинському районі Житомирської області. Територія ради складала 84,052 км². Підпорядковувались: смт Ємільчине та села Горбове, Здоровець, Руденька.

### Населення
Кількість населення ради, станом на 1923 рік, становила 3 722 особи, кількість дворів — 660.
Відповідно до результатів перепису населення СРСР, кількість населення ради, станом на 12 січня 1989 року, становила 9 523 особи.
Станом на 5 грудня 2001 року, відповідно до перепису населення України, кількість мешканців сільської ради становила 8 590 осіб.